# Emilie Ulrich
Emilie Ulrich   (26 de novembre de 1872 - Copenhaguen, 31 de gener de 1952) Copenhaguen, fou una cantant d'òpera danesa, en el registre de soprano.
Va ser educada per Sophie Keller i més tard a Alemanya, i va debutar al Teatre Reial el 9 de maig de 1894 com a Margarethe a Mefistofele d'Arrigo Boito. Després va participar en el "Royal Theatre" fins a la seva sortida el 1917. Per la veu brillant i clara de soprano d'Ulrich se li va oferir un lloc destacat al repertori d'òpera, juntament amb cantants com Niels Juel Simonsen, Vilhelm Herold i Helge Nissen. Ben aviat va cantar papers patètics importants com Senta a Der fliegende Holländer, Elsa a Lohengrin, Julia a Romeo i Julieta, Violetta a La traviata i Nedda a I pagliacci, i posteriorment papers més lleugers com Rosina a Barbiere di Siviglia, Zerlina a Don Giovanni i Angela a Le Domino noir.
Ulrich no es considerava un gran talent dramàtic, però la comprensió i l'empatia musical van caracteritzar el seu art i, quan el paper s'adaptava a la seva personalitat, es va dir que li va aportar una poesia peculiar. En aquest paper, Mimi a La Bohème, va actuar per última vegada el 21 de maig de 1917. Va ser cantant de cambra reial i es va casar el 1899 amb el tinent Kay Ulrich. El 1917 va rebre la medalla Ingenio et arti, i el 1932 va rebre la beca de viatge de dones Tagea Brandt per a dones. Entre les seves alumnes va tenir a Sylvia Schierbeck.